# كارينا فايسه
كارينا فايسه (بالألمانية: Carina Wiese)‏ هي ممثلة ألمانية (وحملت سابقاً جنسية ألمانيا الشرقية)، ولدت في 26 فبراير 1970 بدرسدن في ألمانيا.

## أعمال

### أفلام
- (2009) كل الباقين[2][3]
- (2013) سارقة الكتاب[4][5]

## وصلات خارجية
- كارينا فايسه على موقع IMDb (الإنجليزية)
- كارينا فايسه على موقع ألو سيني (الفرنسية)
- كارينا فايسه على موقع أول موفي (الإنجليزية)
- كارينا فايسه على موقع قاعدة بيانات الأفلام السويدية (السويدية)
- كارينا فايسه على موقع قاعدة بيانات الفيلم (الإنجليزية)
- كارينا فايسه على موقع كينوبويسك (الروسية)